# Jordan

Jordan (Джордан) — з 1916 року американський виробник автомобілів. Штаб-квартира розташована в місті Клівленд, штат Огайо. У 1931 році компанія припинила виробництво автомобілів.

## Едвард Джордан
Едвард «Нед» Джордан народився в 1882 році в родині, де крім нього було ще п'ять сестер. Коли Едвард підріс, він вступив до університету Вісконсін-Медісон, закінчивши університет, він став працювати спортивним оглядачем у журналі «Мілвокі Джорнал». У віці 20 років він одружився з Шарлоттою Ханнас, і разом вони переїхали в Клівленд, де Нед знову влаштувався в пресу, після Клівленда пара осіла в Дейтоні, де знаходилася компанія National Cash Register Corporation, яка випускала касові апарати. Там він і отримав головний урок в бізнесі, Джон Патерсон твердив: «Переконати покупця — це лише півсправи, треба ще умовити і його дружину».

Rambler Model H Touring

У 1906 році родина переїздить до міста Кеноші, поки Нед намагався знайти роботу в цьому місті, його дружина Лотті сама підшукала йому місце. Сім'я Шарлотти була старим виробником дитячих меблів і мала зв'язки у багатьох містах, скориставшись зв'язками, було запропоновано працювати в компанії Thomas B. Jeffery Company на посаді менеджера по збуту і рекламі компанії. Томас Джеффрі випускав автомобілі марки Rambler, сьогодні це частина фірми Chrysler.

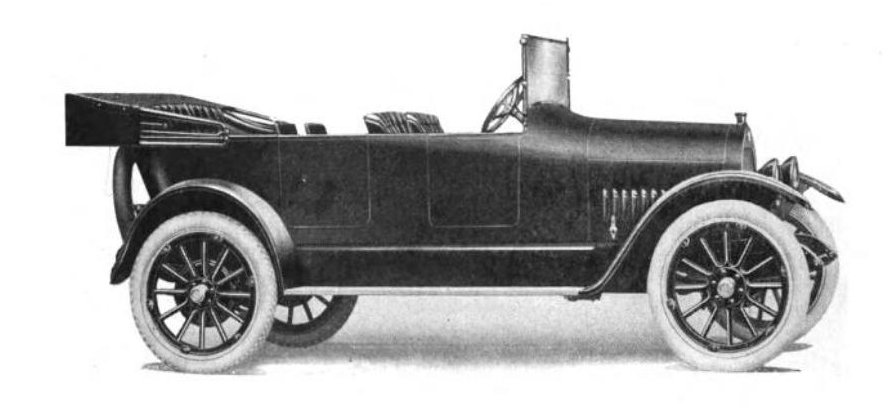
Jeffery 1916 року

Наприкінці 1909 року помирає президент компанії, і біля керма фірми стає його син — Чарльз Джеффрі. 1914 року Чарльз вирішує перейменувати автомобілі в Jefferey, в пам'ять про свого батька. Навесні 1915 року Джеффрі вирушив розвіятися до Англії, він сів на «Лузітанію», який повинен був його доставити до Ліверпуля, проте по дорозі на місце призначення корабель торпедував німецький підводний човен U-20, під час затоплення загинуло майже 1200 осіб, врятувався 761 пасажир, серед яких був і Чарльз Джеффрі, за іронією долі його дружина подарувала йому жартома особистий рятувальний круг, який і врятував йому життя. Після порятунку Чарльз сильно змінився і переосмислив цінності життя, і в 1916 році він вирішує продати автомобільне підприємство, на яке вже знайшовся покупець — Чарльз Неш, який перейменовує компанію в Nash Motors, він запропонував багатьом співробітникам заводу залишитися на колишніх місцях, проте Нед Джордан вирішує піти у вільне плавання.
У Неда вже був план дій, він вирішує самостійно виробляти автомобілі, не дивлячись на те, що особисто не брав участі в їх конструюванні. Він вирішує піти шляхом складання автомобілів з готових частин, по такому шляху тоді працювало досить багато фірм. Єдине, чим хотів виділитися із загального потоку Джордан — це барвистістю своєї продукції, він говорив, що в світі багато сірих і сумовитих автомобілів, які анітрохи не прикрашають життя, а є люди, які вміють одягатися зі смаком, і їм потрібні такі стильні автомобілі, побудовані зі смаком.

## Заснування компанії
Скориставшись своїми напрацьованими зв'язками він швидко знаходить гроші на створення свого підприємства Jordan Motor Car Company, у квітні 1916 року він починає будувати завод в Клівленді, який знаходився в центрі переплетення залізничних шляхів, оскільки запчастини повинні доставлятися саме по залізниці, плюс свою продукцію він теж збирався збувати за допомогою залізниці, таким чином відкидалися зайві витрати на логістику.

## Початок виробництва автомобілів
Виробництво автомобілів почалося у вересні 1916 року, машини отримали назву 60 Series по номінальній потужності мотора, сам мотор поставлявся фірмою Continental і мав об'єм у 5 л при 6-ти циліндрах, інші компоненти поставляли: Bosch — запалювання, Stromberg — карбюратори, Bijur — стартери, Timken — мости, Marshall — сидіння, Howke — колеса, і все це в єдине ціле збирав конструктор Рассел Бегг. Перші моделі мали кузови 6-ти типів, починаючи від двомісного родстера і кінчаючи лімузином, кузови стала постачати фірма Walker Body Company з Массачусетсу.
За 1916 рік встигли реалізувати 1788 екземплярів, що було непоганим стартом, машина розходилася не через якісь видатні технічні якості, а завдяки рекламі, яка не була нудною, з перерахуванням технічних характеристик автомобіля, а мала романтичний наліт, типу: «зоряна ніч, і вони втрьох: він, вона і автомобіль»; але часто цензори не пропускали таку рекламу, все-таки часи інші були. Але продажі йшли гарні й завдяки тому, що Нед використав нетрадиційні кольори забарвлення своїх автомобілів, в цей час фірми в більшості своїй фарбували автомобілі в чорний колір «Japan black», у тому числі і Генрі Форд, ця фарба дуже швидко висихала. Джордан ж пропонував автомобільний колорит: «Apache Red», «Mercedes Red», «Savage Red», «Ocean Sand Gray», «Venetian Green», «Briarcliff Green», «Egyptian Bronze», «Liberty Blue» та "Chinese Blue ", самим екстравагантним був окрас «Submarine Gray», яким офарблювалися 60 Series Sporting, кузов машини був сірим, дах — кольору хакі, а колеса — взагалі помаранчевими.
Наприкінці 1917 року машини перейменовуються в J60 Series, а деякі кузови починають отримувати власні назви, наприклад, Sport Marine — відкритий автомобіль, який призначався покупчиням, якраз за правилом «Намов купити дружину». За цей рік фірма реалізує вже 5000 автомобілів.
Стільки ж продається в наступні роки, на 1919 модельний ряд автомобіль був перейменований в F Series, в цей рік з'являється новий кузов родстер, який отримує власне ім'я Playboy, це було найвідоміше творіння фірми, а відоме воно було завдяки рекламі. Нед Джордан писав у рекламі цього автомобіля: «В один прекрасний червневий день, коли предостатньо вільного часу, прекрасна дівчина і прекрасний юнак залишать наодинці своїх друзів і гулятимуть удвох, дайте їм Jordan Playboy, синього неба над головою, зеленої трави, що мелькає по сторонах, і тисячі миль безкрайніх доріг».
У 1920 році з'являються автомобілі зі зменшеною в базі рамою і двигуном меншого об'єму — 3.7 л, і потужністю в 56 к.с., ці машини отримують індекс M Series, більша модель F Series в цьому році отримує новий кузов купе Friendly Three Coupe, який рекламується як двомісне купе, але якщо в машині поїдуть друзі, то він перетвориться на 3-місний. На новий сезон машину молодшої серії переробили, замінивши 3.7 л мотор на 4-літровий, потужністю в 60 сил. 1923 року 4-літровий мотор встановлюють на шасі, яке на 10 см довше шасі моделі МХ, така машина отримує індекс H Series, у червні цього року з'являється сама знаменита реклама, написана Недом Джорданом.
«Десь на захід від Ларамі є дівчина — приборкувачка мустангів. Вона знає, про кого я зараз говорю. Вона вам скаже, що відбувається між блискавкою і місцем, куди вона потрапляє, і як одинадцять сотень фунтів сталі можуть раптом стати вищими, ширшими і потужнішими… Playboy створений саме для неї. Створений для коханої, чиє обличчя стало бронзовим від сонця, коли дні були віддані веселощам, іграм і стрибкам. Адже вона любить диких, але приручених. І у Playboy теж є особливий смак — сміх, музика, світло, натяк на стару любов, сідло і хлист … Почніть і ви в реальному житті жити з духом тієї стрункої дівчини, яка скаче в червоному горизонті сутінок Вайомінга».

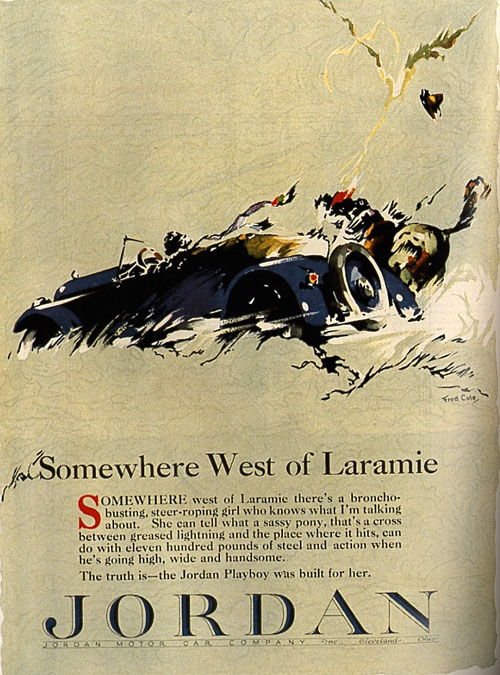
Реклама, що зробила прорив у рекламному житті автовиробників

Таку рекламу змусив його написати один випадок, він якось їхав на дрезині зі своїм приятелем юристом по пустинній місцевості в штаті Вайомінг, коли раптом звідкись взялася дівчина, що скакала на мустангу, який не хотів відставати від цього поїзда, такий собі поєдинок живої і механічної сили. Тоді Джордан запитав свого супутника, де вони знаходяться, на що той з лінню відповів: «Десь на захід від Ларамі».
У 1924 році з'являються моделі H Series, K Series і L Series, які мали однаковий 4-літровий 6-циліндровий двигун, але відрізнялися вони різними типами кузовів, серед них був турінг Blueboy, з назвою, яка з'явилася роком раніше. 1925 року до цих моделей додається флагман з 8-циліндровим 4.4 л мотором, потужністю в 74 к.с., який отримує назву A Series.

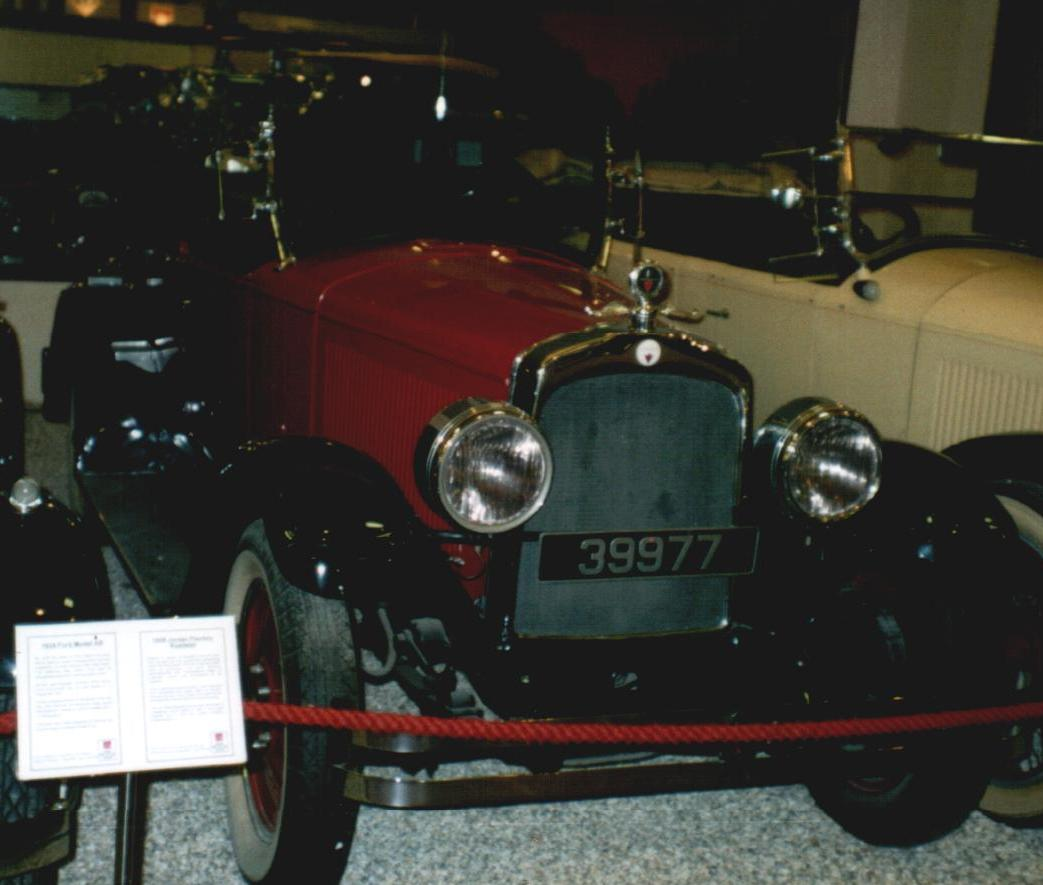
Jordan J Series Playboy

У 1926 році фірма Джордана починає випускати суцільнометалеві кузови для своїх автомобілів, на цілих 8 років раніше фірми Chrysler і на 10 років раніше Buick, Walker Body Company вийшла з гри, і тепер кузови стала будувати фірма Murray. З цього моменту фірма пропонує тільки 8-циліндрові автомобілі двох серій, які відрізнялися довжиною бази: J Series Line Eight і з базою, довшою на 20 см, — AA Series Great Line Eight. Молодша серія пропонувалася тільки з двома типами кузовів: седан і родстер (Playboy), у той час як більша машина мала чотири типи кузовів, у тому числі і Blueboy; перша оснащувалася 4-літровим 74-сильним мотором, друга мала 4.4 л 74-сильний агрегат.

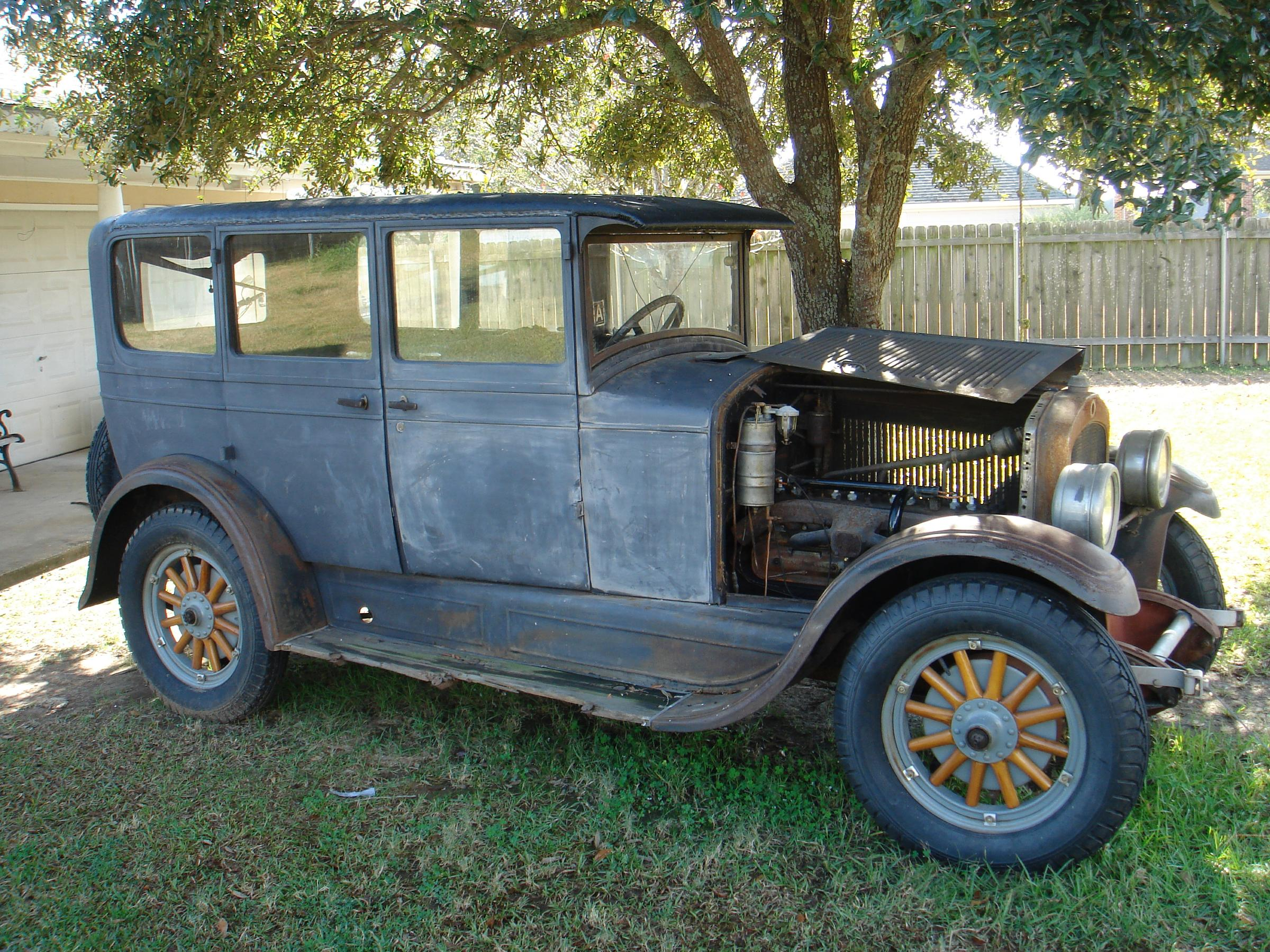
Jordan Cross Country 6 Series

1926 рік став найкращим в історії фірми, вона зуміла продати 11 тисяч примірників своїх автомобілів, тим часом до 1927 року Джордан готує автомобіль компактного класу, який був розкішним і відповідно коштував би недешево, особливо такі машини були популярні у Франції, проте американська публіка не була готова до люкс-компактів і машини просто перестали мати попит, продажі впали до позначки в 6200 машин. R Series Little Custom оснастили 6-циліндровим 3.2 л мотором, і знову один з кузовів отримав власне ім'я — кабріолет назвали Tomboy, що означає «дівчисько-задирака», тобто знову була виділена цільова ніша для цієї машини — жінки.
Тим часом невдача сильно вдаряє по фінансовій складовій фірми, щоб врятувати ситуацію, Джордан і його дружина, які мали пристойні запаси особистих грошей, починають замість вливання фінансів у фірму розпродавати активи фірми, в підсумку хоч подружжя і залишаються в раді директорів, біля керма фірми стає колишній виконавчий директор фірми Peerless — Едвард Вер Лінден, проте він не зміг виправити ситуацію, і восени 1928 року його змінює колишній «крайслеровець» — Джон Макардл. Під його керівництвом з'являється інша шестициліндрова модель — Cross Country 6 Series, яка була збільшена в розмірах і мала 3.5 л 61-сильний мотор під капотом. Разом з тим з виробничої програми пропала модель з 4.4 л мотором, залишився тільки 4-літровий варіант, який в 1928 році називався JJ Series, а на наступний рік — JE Series.

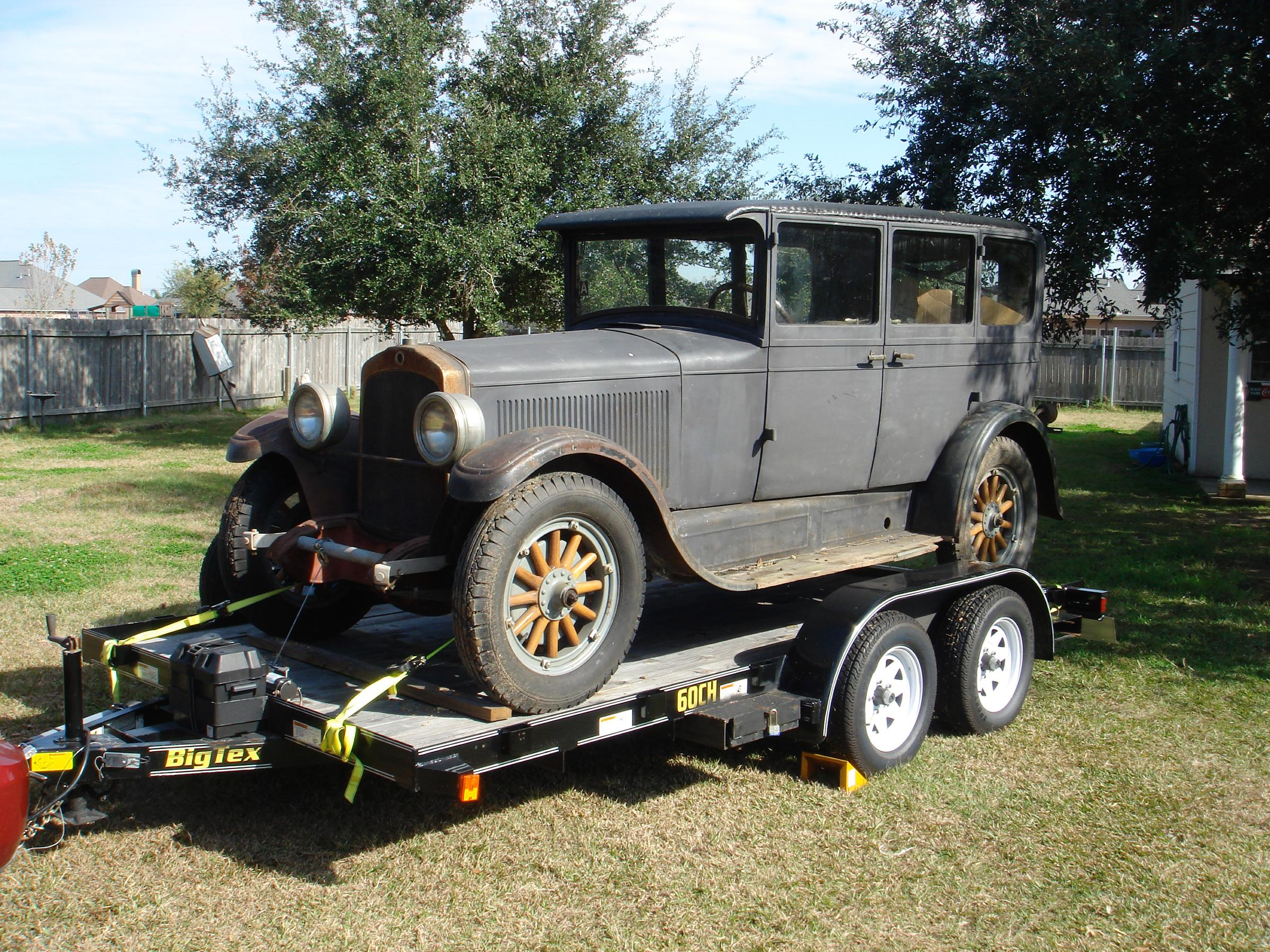
Jordan Cross Country 6 Series

До 1930 року шлюб Джордана розпався, не витримавши економічних потрясінь, відносини Джордана з уже дорослими дітьми стали напруженими, фірма ж навпаки зуміла реорганізуватися і випустити нові моделі: 70 Series з новим 4-літровим 8-циліндровим мотором, який видавав 80 к.с., такий же мотор отримала і 80 Series, яка відрізнялася від 70 типами кузовів, модель 90 Series отримала шасі більшого розміру і стару 4.4 л 8-ку, яка видавала всього 85 к.с..

## Припинення виробництва автомобілів. Закриття компанії
А завершувала програму красива машина Z Speedway з 5.3 л мотором, потужністю 114 к.с., база машини була 3.78 м, що було на 51 см більше, ніж у 90 серії. Машина, на відміну від попередніх моделей, отримала 4-ступінчасту трансмісію, панель приладів автомобіля була виконана в авіаційному стилі і навіть мала альтиметр. Це була дуже дорога машина, її ціна дорівнювала 5 000 доларів, у той час як Ford A Deluxe можна було купити за 450 доларів. Така ціна не могла сприяти успішній реалізації машини, тому в квітні 1931 року фірма оголосила про свою неспроможність і припинила свою життєдіяльність.
Після того як фірма припинила свою діяльність, Нед не виявляв більше інтересу до автомобілебудування, він вирушив на острови в Карибському басейні, де здружився із зеленим змієм. Проте через 4 роки він узяв себе в руки, припинив пити, одружився з іншою дівчиною і почав працювати у фірмі McArthur Corporation, яка випускала компоненти для літаків, після війни Нед Джордан став працювати в рекламному відділенні цієї фірми (McArthur Advertising Corporation), в 1950 році йому дали колонку в журналі Automotive News, яку він вів, головним чином описуючи історії американського автомобілебудування, до 1958 року, поки не покинув цей тлінний світ, залишивши за собою революцію в рекламній справі і 43 000 випущених автомобілів.

## Список автомобілів Jordan
- 1916 — Jordan 60 Series
- 1917 — Jordan J60 Series
- 1919 — Jordan F Series
- 1920 — Jordan M Series
- 1924 — Jordan H Series
  - Jordan K Series
  - Jordan L Series
- 1925 — Jordan A Series
- 1926 — Jordan J Series Line Eight
  - Jordan AA Series Great Line Eight
- 1927 — Jordan R Series Little Custom
- 1928 — Jordan Cross Country 6 Series
  - Jordan JJ Series
  - Jordan JE Series
- 1930 — Jordan 70 Series
  - Jordan 80 Series
  - Jordan 90 Series
  - Jordan Z Speedway